# Igor Campedelli
Igor Campedelli (Cesena, 13 marzo 1974) è un imprenditore italiano, attivo nel settore edile e turistico, vicepresidente dell'Olhanense.

## Biografia
Fratello dell'ex calciatore Nicola Campedelli, è originario di Cesena, cresciuto a Gatteo e residente a Longiano.
L'acquisto del Cesena, la squadra per cui tifa, si concretizza alla fine 2007 in un cambio storico al vertice societario, con Campedelli che rileva da Giorgio Lugaresi il 51% delle azioni della società romagnola lasciandogli la quota del 14%: così facendo Igor Campedelli diventa il nuovo presidente dopo quarantatré anni di presidenza Manuzzi-Lugaresi; nondimeno Edmeo Lugaresi, deceduto nel 2010, ne rimane il Presidente onorario.
Non è la sua prima esperienza nel calcio, sport di cui è appassionato: in passato ha giocato a livello dilettantistico e al momento dell'acquisto del Cesena era vicepresidente della Savignanese, squadra militante nell'Eccellenza romagnola.
In quella stagione in Serie B l'allenatore era Giovanni Vavassori, poi esonerato a campionato in corso, cosicché il primo allenatore messo sotto contratto fu Fabrizio Castori. Il cambio in corsa non bastò tuttavia a scongiurare la retrocessione in Serie C1.
Con Campedelli al vertice la squadra torna immediatamente in Serie B e al termine di quella  stagione ottiene addirittura la promozione in Serie A, dalla quale mancava da vent'anni esatti. È inoltre la prima volta nella sua settantenaria storia che la squadra centra due promozioni consecutive.
Nel giugno 2013 entra a far parte della dirigenza dello Sporting Clube Olhanense, formazione che milita nella Primeira Liga portoghese.
Nel 2025 è stato assolto per le fatture gonfiate nel fallimento del Cesena. 
Vive ad Oporto e lavora per un agenzia di calciatori